# Biarum ditschianum
Biarum ditschianum är en kallaväxtart som beskrevs av Josef Bogner och Peter Charles Boyce. Biarum ditschianum ingår i släktet Biarum och familjen kallaväxter. Inga underarter finns listade.